# Jindřich Chaloupka
Jindřich Chaloupka (* 8. července 1970 v Brně) je bývalý československý fotbalový záložník. Jeho mladším bratrem je Vladimír Chaloupka.

## Fotbalová kariéra
Je odchovancem Zbrojovky Brno, s níž se stal v ročníku 1987/88 dorosteneckým mistrem Československa pod vedením Františka Harašty. Spoluhráči mu byli např. Petr Kocman, Petr Křivánek či Svatopluk Habanec.
Na jaře 1989 debutoval jako osmnáctiletý v seniorském týmu Zbrojovky Brno, připsal si dva druholigové starty v sezoně, která vyústila návratem klubu do nejvyšší soutěže po 6 letech. Ihned po sezoně narukoval do Dukly Banská Bystrica (1989–1990). Poslední půlrok vojenské služby na podzim 1990 strávil ve VTJ Trenčín.
Po návratu do Zbrojovky na jaře 1991 debutoval v československé lize. V letech 1992–1994 hrál v maltském druholigovém klubu Mosta FC. Po návratu do vlasti přestoupil do Slovácké Slavie Uherské Hradiště, kde si připsal v sezoně 1994/95 9 druholigových startů. Na jaře 1997 se vrátil do Brna, kde hrál Jihomoravský župní přebor za komárovskou Spartu. Po sezoně 1997/98 zde ukončil kariéru.

## Ligová bilance
| Ročník                                   | Zápasy | Góly | Klub              |
| ---------------------------------------- | ------ | ---- | ----------------- |
| 1. československá fotbalová liga 1990/91 | 6      | 0    | FC Zbrojovka Brno |
| CELKEM                                   | 6      | 0    |                   |